# أحمد عبد المقصود هيكل
أحمد عبد المقصود هيكل (1340- 1427 هـ / 1922- 2006 م) باحث وأديب وناقد، ووزير ثقافة مصري، وأستاذ جامعي، من أعضاء مجمع اللغة العربية في القاهرة. صاحب أول برنامج أدبي في التلفزة المصرية بعنوان «جولة الأدب».

## ولادته وتحصيله
ولد أحمد عبد المقصود هيكل (المعروف باسم أحمد هيكل) في قرية كفرهورين، بركة السبع، في المنوفية بمصر، يوم الثلاثاء 7 شعبان 1340هـ الموافق 4 أبريل سنة 1922م. ثم انتقل الي مدينة الزقازيق بمحافظة الشرقية بمصر. أوفد مبعوثًا إلى إسبانيا فحصل على أربع شهادات في اللغة و الآداب والتاريخ ومناهج البحث من جامعة مدريد في عام 1952، ونال شهادة الدكتوراه في الأدب من الجامعة نفسها عام 1954.

## أعماله ووظائفه
- عمل أستاذًا بجامعة القاهرة لأكثر من ربع قرن.
- عميدًا لكلية دار العلوم بجامعة القاهرة وأستاذاً للأدب بها ثم نائبا لرئيس جامعة القاهرة.[8]
- انتدب للعمل بكلية الآداب، جامعة عين شمس، وكلية البنات، ومدرسة الألسن، وكلية آداب الخرطوم.
- رئيس جامعة القاهرة من عام 1984 حتى عام 1985.
- وزيرًا للثقافة من عام 1985 حتى عام 1987.
- عضوًا بمجلس الشعب من عام 1985 حتى عام 1995.

## نشاطه ومشاركاته
ألف الكتب الرائدة وكتب العديد من المقالات في الصحف والمجلات الأدبية، وله ديوان منشور في شتى البرامج الإذاعية والتلفازية. وكان صاحب أول برنامج أدبى في التليفزيون هو «جولة الأدب» قمر 19. شارك في معظم المؤتمرات في البلاد العربية وبعض البلاد الأوروبية فقد حاضر في مؤتمرات بسوريا والعراق وتونس والسودان وإسبانيا واشبيلية وقرطبة وبرشلونة، ومن بين محاضراته تلك السلسلة التي ألقاها في جامعة مدريد وحضرتها ملكة إسبانيا سنة 1977، كما شارك في أعمال مؤتمرين عالميين في قرطبة. وكان عضوًا في عدد من اللجان والمجالس.

### الهيئات التي انضمَّ إليها:
- عضو بالمجلس القومي للثقافة والفنون والآداب.
- عضو بالمجلس الأعلى للشئون الإسلامية.
- عضو بلجنة دائرة المعارف الأفريقية التابعة لليونسكو.
- عضو بلجنة تطوير مناهج اللغة العربية بوزارة التعليم.
- عضو بلجنة البرامج الثقافية بمجلس أمناء الإذاعة والتليفزيون.
- عضو باتحاد الإذاعة والتليفزيون.
- عضو في جمعية الأدباء.
- عضو في نادي أعضاء هيئة التدريس بجامعة القاهرة.
- مقرر للجنة الشعر ثم عضو بالمجلس الأعلى للثقافة.
- انتخب عضوًا عاملًا بمجمع اللغة العربية بالقاهرة سنة 1999م، في المكان الذي خلا بوفاة الدكتور إبراهيم مدكور.[9]

## مؤلفاته وآثاره
له العديد من المؤلفات منها:
- ديوان إبراهيم ناجي، دار المعارف بمصر، 1961
- تطور الأدب الحديث في مصر، دار المعارف، 1994
- شخصيات أدبية، مكتبة الأسرة، 1997
- سنوات وذكريات، الهيئة المصرية العامة للكتاب، 1997
- في الأدب واللغة، مكتبة الأسرة، 1998
- الأدب الأندلسي: من الفتح إلى سقوط الخلافة، دار المعارف، 2008
- الأدب القصصي والمسرحي في مصر من أعقاب ثورة 1919 إلى قيام الحرب الكبرى الثانية، دار غريب للطباعة والنشر، 2010
- أصداء الناي، دار غريب للطباعة والنشر، 2010
- «ديوان ابن سهل الإشبيلي» (عصره وحياته وشعره) وهذا العمل هو رسالته للدكتوراه ومكتوب بالإسبانية.
- منهاج عربي للمتحدثين بالإسبانية وهو مطبوع في مدريد بالإسبانية والعربية ثلاث طبعات.
- محاضرات عن الإسلام بالإسبانية.

وله عشرات البحوث والدراسات المنشورة في الدوريات والمجلات في مصر وخارجها.

## جوائزه وأوسمته
- جائزة الدولة التشجيعية في الآداب من المجلس الأعلى لرعاية الفنون والآداب والعلوم الاجتماعية، عام 1968.
- جائزة الدولة التشجيعية في النقد والدراسات الأدبية، عام 1969م.
- جائزة الدولة التقديرية في الآداب من المجلس الأعلى للثقافة، عام 1984.
- جائزة مبارك في الأدب، عام 2004م.
- وسام الاستحقاق من جلالة ملك إسبانيا.
- وسام العلوم والفنون من الطبقة الأولى من رئيس جمهورية مصر العربية.[10]

## وفاته
توفي أحمد هيكل في القاهرة عام 1427هـ/ 2006م.